# Якшинский сельсовет
Якшинский сельсовет — упразднённая административно-территориальная единица, существовавшая на территории Московской губернии и Московской области до 1939 года.
Якшинский сельсовет возник в первые годы советской власти. По данным 1922 года он находился в составе Серединской волости Волоколамского уезда Московской губернии.
В 1926 году Якшинский с/с был присоединён к Брюхановскому с/с, но уже в 1927 году восстановлен.
В 1929 году Якшинский с/с был отнесён к Шаховскому району Московского округа Московской области. При этом к нему был присоединён Брюхановский с/с.
17 июля 1939 года Якшинский с/с был упразднён, а все его населённые пункты (Брюханово и Якшино) переданы в Житонинский с/с.